# Frank Hocker
Frank Hocker (* 13. Februar 1956 in Bischofswerda; † 12. Oktober 2023) war ein deutscher Gitarrist und Sänger. Er wurde vor allem durch seine Zusammenarbeit mit Gerd Köster bekannt.

## Karriere
Hocker stieg 1981 als zweiter Gitarrist neben Gert Beracz bei der Kölner Band Schroeder Roadshow ein und war bei der Tournee dabei, die auf der 1982 erschienenen Live-LP Deutschland, Deutschland dokumentiert wurde. Hocker blieb bis zur Auflösung der Band Mitte der 1980er Jahre.
Nach der Schroeder-Zeit hatte Sänger Gerd Köster als Spaßprojekt mit The Piano Has Been Drinking Lieder von Tom Waits auf Kölsch interpretiert. Aus dem Spaßprojekt wurde eine Band, und Hocker war bis zum Ende 1993 als Gitarrist dabei. Danach begleitete er Köster bei dessen Soloalben Mitte der 1990er Jahre; ab 1996 wurde Hocker auf den gemeinsamen Platten auch auf dem Cover genannt. 2011 traten Köster und Hocker zusammen mit Helmut Krumminga auf. 1986 trat Hocker unentgeltlich beim Anti-WAAhnsinns-Festival gegen die geplante Wiederaufarbeitungsanlage Wackersdorf auf.
Neben seiner Zusammenarbeit mit Köster war er auch bei anderen Projekten in und um Köln beteiligt. So begleitete er Wolfgang Niedecken 1987 bei den Konzerten mit den Complizen nach Niedeckens erstem Soloalbum Schlagzeiten. 1992 nahm Hocker mit The Piano has been Drinking am Konzert der Initiative Arsch huh, Zäng ussenander teil; beim Jubiläumskonzert zehn Jahre danach traten Köster und Hocker als Duo auf, und 2012 beteiligten sich Köster, Hocker und Krumminga als Trio.
Frank Hocker starb im Oktober 2023 im Alter von 67 Jahren und wurde auf dem Nordfriedhof in Köln beigesetzt.

## Diskographie
Die jeilen Träumer:
- Die jeilen Träumer (1982)

Schroeder Roadshow:
- Deutschland Deutschland (1982)
- Wir lieben das Land (1983)
- Hurra (1984)
- Live beim Rennen (1989)

The Piano Has Been Drinking:
- The Piano has been drinking (1989)
- Nachtgedanken (1990)
- Der Märchenprinz (1992)
- Live 1989–1993 (1993)

Gerd Köster:
- Alles im Griff (1994)
- Der Tanz um den heiligen Bim Bam (1995)

Köster und Hocker:
- Dreckelije Krätzje (1996)
- Final verseucht (2001)
- Frisch (2004)
- Silberhochzeit (2005) [Live, Doppel-CD]
- Jedrisse, Baby (2007)
- Se singe All vum Himmel (2010)
- Höösch Bloot (2012) [Live]
- Drei Cool Fätze (2012) [Live, DVD]
- Kumm Jangk (2014)
- Rest of Köster & Hocker I und II (2015) [Raritäten, zwei Einzel-CDs]
- A’s kla? (2017)
- Fremde Feddere (2019)
- Stabil Nervös – Live an der Mosel (2024) [Live, Doppel-CD]

## Radio
- Gefundenes Fressen, Hörspiel von Klas Ewert Everwyn, WDR, 1994[4]